# Réunion Open 2024
Die Réunion Open 2024 im Badminton fanden vom 3. bis zum 7. Juli 2024 im Gymnase Champ Fleuri in Saint-Denis statt. Es war die dritte Auflage dieser Veranstaltung.

## Medaillengewinner
| Veranstaltung | Gold                         | Silber                         | Bronze                                             |
| ------------- | ---------------------------- | ------------------------------ | -------------------------------------------------- |
| Herreneinzel  | Tharun Mannepalli            | Yudai Okimoto                  | Matthias Kicklitz                                  |
| Herreneinzel  | Tharun Mannepalli            | Yudai Okimoto                  | Alap Mishra                                        |
| Dameneinzel   | Tasnim Mir                   | Rakshitha Sree Santhosh Ramraj | Rosy Oktavia Pancasari                             |
| Dameneinzel   | Tasnim Mir                   | Rakshitha Sree Santhosh Ramraj | Anna Tatranova                                     |
| Herrendoppel  | Julien Maio William Villeger | Prakash Raj S. Gouse Shaik     | P. S. Ravikrishna Akshan Shetty                    |
| Herrendoppel  | Julien Maio William Villeger | Prakash Raj S. Gouse Shaik     | Hariharan Amsakarunan Ruban Kumar Rethinasabapathi |
| Damendoppel   | Kaho Osawa Mai Tanabe        | Julia Meyer Leona Michalski    | Sakina Abanour Dijoux Hanaë Chan-Ng-Yok            |
| Damendoppel   | Kaho Osawa Mai Tanabe        | Julia Meyer Leona Michalski    | Sharone Bauer Emilie Vercelot                      |
| Mixed         | Julien Maio Léa Palermo      | William Villeger Flavie Vallet | Malik Bourakkadi Leona Michalski                   |
| Mixed         | Julien Maio Léa Palermo      | William Villeger Flavie Vallet | Koceila Mammeri Tanina Violette Mammeri            |